# بوسبانزا
بوسبانزا (انگلیسی: Busbanzá) یک منطقهٔ مسکونی در کلمبیا است.